# These Walls (Kendrick-Lamar-Lied)
These Walls ist ein Lied des amerikanischen Rappers Kendrick Lamar. Es wurde am 13. Oktober 2015 als fünfte und letzte Singleauskopplung seines dritten Albums To Pimp a Butterfly (2015) veröffentlicht. Geschrieben wurde es von Kendrick Lamar, Terrance Martin, Larrance Dopson, James Fauntleroy und Rose McKinney. "These Walls" wurde am 15. Februar 2016 bei den Grammy Awards 2016 in der Kategorie Grammy Award for Best Melodic Rap Performance ausgezeichnet.

## Liveauftritte
Am 27. Mai 2015 trat Lamar mit "These Walls" in der Ellen DeGeneres Show auf. Begleitet wurde er von einem weiß gekleideten Paar, das um die Bühne tanzte, während ein nahegelegener Künstler ein Porträt von ihnen malte. Das Lied war außerdem Teil der Kunta's Groove Sessions tour.

## Kommerzieller Erfolg

### Chartplatzierungen
| ChartsChartplatzierungen       | Höchstplatzierung | Wochen |
| ------------------------------ | ----------------- | ------ |
| Vereinigte Staaten (Billboard) | 94 (1 Wo.)        | 1      |
| Vereinigtes Königreich (OCC)   | 77 (1 Wo.)        | 1      |

### Auszeichnungen für Musikverkäufe
| Land/Region       | Auszeichnungen für Musikverkäufe (Land/Region, Auszeichnung, Verkäufe) | Verkäufe |
| ----------------- | ---------------------------------------------------------------------- | -------- |
| Australien (ARIA) | Gold                                                                   | 35.000   |
| Kanada (MC)       | Gold                                                                   | 40.000   |
| Insgesamt         | 2× Gold ·                                                              | 75.000   |

Hauptartikel: Kendrick Lamar/Auszeichnungen für Musikverkäufe